# Darold Williamson
Darold Williamson, född 19 februari 1983, är en amerikansk friidrottare (kortdistanslöpare).
Williamson vann junior-VM 2002 på 400 meter. Vid OS 2004 var han med i det amerikanska lag som vann stafetten på 4 × 400 meter. Vid VM 2005 deltog Williamson i det amerikanska lag som även där vann 4 × 400 meter. Individuellt blev han sjua i finalen på 400 meter. 